# Andreaea urophylla
Andreaea urophylla là một loài rêu trong họ Andreaeaceae. Loài này được H. Rob. mô tả khoa học đầu tiên năm 1977.